# Baxin d'Albenga
Il baxin d'Albenga è un dolce tipico della zona albenganese, in Liguria. Sono dei dolci fatti con farina e zucchero e aromatizzati da chiodi di garofano, cannella, e scorza di limone.
È un dolce molto antico, già in epoca settecentesca veniva prodotto e venduto dai monaci benedettini liguri. L'origine dei baxin si perde nel passato. Sono nati da un errore di ricetta di un altro dolce simile, attorno appunto alla fine del Settecento.
I baxin sono preparati con pochi ingredienti: non contengono burro o uova, né conservanti. La loro semplicità li ha resi abbastanza famosi. Il loro aroma risulta di zucchero, miele, limone, con un accento marcato di finocchio selvatico.
I baxin possono essere accompagnati con vino bianco, rosso oppure marsalato.
Vengono comunemente scambiati coi Baci di Alassio, cui differiscono per molte caratteristiche: i Baci di Alassio sono costituiti infatti da farina di nocciole e cioccolato, e hanno un colore nero, a differenza dei Baxin che sono bianco-giallognoli.